# Marie xứ Anjou
Marie xứ Anjou (tiếng Pháp: Marie de Anjou) sinh ngày 14 tháng 10 năm 1404 - ngày 29 tháng 11 năm 1463 là Vương hậu nước Pháp từ năm 1422 đến năm 1461 với tư cách là vợ duy nhất của Charles VII của Pháp. Bà là thân mẫu của vua Louis XI của Pháp. Marie từng làm nhiếp chính và chủ trì hội đồng nhà nước nhiều lần trong thời gian vua vắng mặt.

## Tiểu sử về cuộc đời

### Thân thế
Marie là con gái của Louis II của Anjou và Violant của Aragón. Không có nhiều ghi chép về cuộc đời bà vì bà chỉ là một Vương hậu bình thường và trải qua nhiều chứng tích lịch sử nên tuổi thơ của bà còn là một điều nghi vấn.

### Vương hậu Pháp
Marie đã đính hôn với người anh em họ thứ hai Charles, con trai thứ năm của Charles VI của Pháp và Isabeau xứ Bavaria, vào năm 1413. Đám cưới diễn ra vào tháng 4 năm 1422 tại Bourges. Đám cưới khiến bà trở thành Nữ hoàng Pháp, nhưng theo như được biết, bà không bao giờ đăng quang. Sự chiến thắng của chồng bà, Charles trong Cuộc chiến Trăm năm đã được hỗ trợ rất nhiều vào sự hỗ trợ mà ông nhận được từ gia đình của Marie, đặc biệt là từ mẹ của bà, Violant của Aragón.
Vương hậu Marie đã chủ trì Hội đồng nhà nước nhiều lần trong trường hợp không có nhà vua, trong thời gian đó, bà có quyền ủy quyền là nhiếp chính và ký các hành vi ở vị trí "trung úy của nhà vua" (tháng 4 năm 1434). Bà đã thực hiện một số cuộc hành hương, chẳng hạn như ở Puy với nhà vua vào năm 1424 và Núi St Michel một mình vào năm 1447.

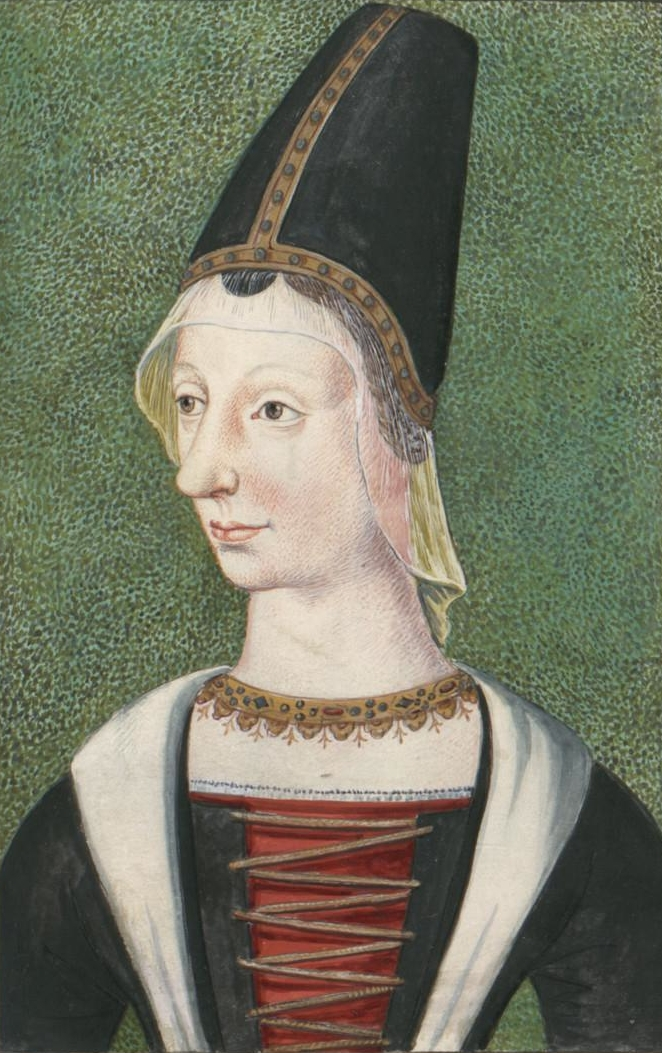
Một bản sao về bức chân dung đã bị mất của Marie.

Marie và Charles đã có mười bốn đứa con, nhưng tình cảm của chồng bà chủ yếu hướng đến tình nhân của Charles VII, Agnès Sorel, ban đầu là người phù dâu của Marie, người đã trở thành tình nhân chính thức của nhà vua vào năm 1444 và đóng vai trò thống trị tại tòa cho đến khi Agnès qua đời vào năm 1450, phần nào làm lu mờ vương hậu.Nhưng họ không bao giờ ly dị và Charles chưa từng có ý định phản bội vương hậu.

### Thái hậu
Năm 1461, Charles VII qua đời và được con trai Louis XI của họ kế vị, khiến vương hậu Marie trở nên hạ cấp. Bà đã được con trai của mình cấp cho Lâu đài Amboise và thu nhập từ Brabant.
Trong mùa đông 1462-63, Marie xứ Anjou đã hành hương đến Santiago de Compostela. Người ta đã suy đoán rằng bà có một nhiệm vụ ở Tây Ban Nha với tư cách là đại sứ bí mật cho con trai mình, do tình hình chính trị vào thời điểm đó và thực tế là bà đã thực hiện cuộc hành hương trong thời gian mùa đông, khi những con đường rất tồi tệ mà những chuyến đi như vậy thường tránh nếu có thể.
Bà qua đời ở tuổi 59 vào ngày 29 tháng 11 năm 1463 tại Cistercian Abbaye de Chateliers-en-Poitou (hiện thuộc vùng Nouvelle-Aquitaine) khi trở về. Bà được chôn cất tại vương cung thánh đường Saint-Denis cùng với người phối ngẫu của mình.

## Con cái
Bà sinh cho Charles VII được 14 người con, năm con trai và chín con gái nhưng chỉ 6 người sống đến tuổi trưởng thành:
1. Louis XI (1423-1483), Quốc vương nước Pháp
2. Jean (1425), chết trong vài giờ sau khi sinh ra
3. Radegonde (1428-1445), hứa hôn với Sigismund của Áo nhưng chết do Dịch hạch khi đang trên đường đến Touraine.
4. Catherine (1431-1446) kết hôn với Charles I xứ Bourgogne nhưng không có con, chết sớm.
5. James (1432-1437), chết yểu
6. Yolande (1434-1478), kết hôn với Amadeux IX và có con.
7. Jeanne (1435-1482), kết hôn với John II xứ Bourbon, không có con.
8. Philip (1436), chết non.
9. Margaret (1437-1438), chết 1 tuổi.
10. Joanna (1438-1446) sinh đôi của Marie., chết 8 tuổi.
11. Marie (1438-1439), chết trong giai đoạn trứng nước.
12. Isabeau(1441) chết non.
13. Madeleine (1443-1495), kết hôn với Gaston xứ Foix, có con.
14. Charles (1446-1472), công tước xứ Berry và chết mà không có lí do chính đáng.